# 凌云山
凌云山是中華人民共和國四川省樂山市的一個山坡，位于岷江、青衣江、大渡河交匯處。宋朝時凌云山因有九座山峰所以又名九顶山。凌云山山体為红砂岩，海拔442米。凌云山的靈寶峰峰顶有沫若堂和郭沫若铜像。靈寶峰峰巅有灵宝塔。凌云山的集鳳峰南側为凌云寺。凌云山的栖鸾峰顶有清代重建的东坡楼，東坡樓內有蘇東坡的坐像。樂山大佛正位於栖鸾峰下。